# Ashfield Municipality
Koordinaten: 33° 53′ S, 151° 8′ O

Die Municipality of Ashfield war ein lokales Verwaltungsgebiet (LGA) im australischen Bundesstaat New South Wales. Ashfield gehörte zur Metropole Sydney, der Hauptstadt von New South Wales. Das Gebiet war 8 km² groß und hatte zuletzt etwa 41.000 Einwohner.
Ashfield lag etwa 8 km westlich des Stadtzentrums von Sydney südlich des Hafens. Das Gebiet beinhaltete 12 Stadtteile: Ashfield North, Dobroyd Point, Haberfield, Summer Hill und Teile von Ashbury, Ashfield, Ashfield South, Canterbury, Croydon, Croydon North, Croydon Park und Hurlstone Park. Der Sitz des Municipality Councils befand sich im Stadtteil Ashfield in der Südhälfte der LGA.
Das Verwaltungsgebiet wurde 1871 unter dem Namen Borough of Ashfield ausgerufen. 2016 ging es im Zuge einer größeren Verwaltungsreform in New South Wales im Inner West Council auf.

## Verwaltung
Der Council of the Municipality of Ashfield hatte zwölf Mitglieder, die von den Bewohnern von vier Wards gewählt wurden (je drei Councillor aus North, North East, East und South Ward). Diese vier Bezirke waren unabhängig von den Stadtteilen festgelegt. Aus dem Kreis der Councillor rekrutierte sich auch der Mayor (Bürgermeister) des Councils.